# Hotline Bling
Hotline Bling is een single van de Canadese rapper Drake. Het werd uitgebracht op 31 juli 2015 als muziekdownload en staat op zijn vierde studioalbum Views als bonustrack. Het nummer werd meerdere keren gecoverd door verschillende artiesten, zo ook de Britse artiesten Disclosure en Sam Smith.

## Achtergrondinformatie
Hotline Bling behaalde de tweede plaats in de Billboard Hot 100, en werd daarmee Drake's tweede top-tien nummer in twee jaar. In Engeland piekte het nummer op de derde plek in de UK Singles Chart en werd daarmee Drake's hoogste notering in de Engelse hitlijsten.

## Videoclip
De bijhorende videoclip kwam uit op 19 oktober 2015 via Apple Music en één week later verscheen de videoclip op Vevo. De videoclip is geregisseerd door Director X en heeft veel invloed gekregen op internetmemes en parodieën.

## Hitnoteringen

### Nederlandse Top 40
| Hitnotering: 24-10-2015 t/m 30-01-2016 | Hitnotering: 24-10-2015 t/m 30-01-2016 | Hitnotering: 24-10-2015 t/m 30-01-2016 | Hitnotering: 24-10-2015 t/m 30-01-2016 | Hitnotering: 24-10-2015 t/m 30-01-2016 | Hitnotering: 24-10-2015 t/m 30-01-2016 | Hitnotering: 24-10-2015 t/m 30-01-2016 | Hitnotering: 24-10-2015 t/m 30-01-2016 | Hitnotering: 24-10-2015 t/m 30-01-2016 | Hitnotering: 24-10-2015 t/m 30-01-2016 | Hitnotering: 24-10-2015 t/m 30-01-2016 | Hitnotering: 24-10-2015 t/m 30-01-2016 | Hitnotering: 24-10-2015 t/m 30-01-2016 | Hitnotering: 24-10-2015 t/m 30-01-2016 | Hitnotering: 24-10-2015 t/m 30-01-2016 | Hitnotering: 24-10-2015 t/m 30-01-2016 | Hitnotering: 24-10-2015 t/m 30-01-2016 |
| Week:                                  | 1                                      | 2                                      | 3                                      | 4                                      | 5                                      | 6                                      | 7                                      | 8                                      | 9                                      | 10                                     | 11                                     | 12                                     | 13                                     | 14                                     | 15                                     |                                        |
| -------------------------------------- | -------------------------------------- | -------------------------------------- | -------------------------------------- | -------------------------------------- | -------------------------------------- | -------------------------------------- | -------------------------------------- | -------------------------------------- | -------------------------------------- | -------------------------------------- | -------------------------------------- | -------------------------------------- | -------------------------------------- | -------------------------------------- | -------------------------------------- | -------------------------------------- |
| Positie:                               | 34                                     | 21                                     | 15                                     | 14                                     | 12                                     | 10                                     | 9                                      | 11                                     | 14                                     | 17                                     | 20                                     | 22                                     | 24                                     | 28                                     | 35                                     | uit                                    |

### NederlandseSingle Top 100
| Hitnotering (Week 1 t/m 32): 05-09-2015 t/m 09-04-2016 Hitnotering (Week 33): 30-04-2016 Hitnotering (Week 34): 21-05-2016 | Hitnotering (Week 1 t/m 32): 05-09-2015 t/m 09-04-2016 Hitnotering (Week 33): 30-04-2016 Hitnotering (Week 34): 21-05-2016 | Hitnotering (Week 1 t/m 32): 05-09-2015 t/m 09-04-2016 Hitnotering (Week 33): 30-04-2016 Hitnotering (Week 34): 21-05-2016 | Hitnotering (Week 1 t/m 32): 05-09-2015 t/m 09-04-2016 Hitnotering (Week 33): 30-04-2016 Hitnotering (Week 34): 21-05-2016 | Hitnotering (Week 1 t/m 32): 05-09-2015 t/m 09-04-2016 Hitnotering (Week 33): 30-04-2016 Hitnotering (Week 34): 21-05-2016 | Hitnotering (Week 1 t/m 32): 05-09-2015 t/m 09-04-2016 Hitnotering (Week 33): 30-04-2016 Hitnotering (Week 34): 21-05-2016 | Hitnotering (Week 1 t/m 32): 05-09-2015 t/m 09-04-2016 Hitnotering (Week 33): 30-04-2016 Hitnotering (Week 34): 21-05-2016 | Hitnotering (Week 1 t/m 32): 05-09-2015 t/m 09-04-2016 Hitnotering (Week 33): 30-04-2016 Hitnotering (Week 34): 21-05-2016 | Hitnotering (Week 1 t/m 32): 05-09-2015 t/m 09-04-2016 Hitnotering (Week 33): 30-04-2016 Hitnotering (Week 34): 21-05-2016 | Hitnotering (Week 1 t/m 32): 05-09-2015 t/m 09-04-2016 Hitnotering (Week 33): 30-04-2016 Hitnotering (Week 34): 21-05-2016 | Hitnotering (Week 1 t/m 32): 05-09-2015 t/m 09-04-2016 Hitnotering (Week 33): 30-04-2016 Hitnotering (Week 34): 21-05-2016 | Hitnotering (Week 1 t/m 32): 05-09-2015 t/m 09-04-2016 Hitnotering (Week 33): 30-04-2016 Hitnotering (Week 34): 21-05-2016 | Hitnotering (Week 1 t/m 32): 05-09-2015 t/m 09-04-2016 Hitnotering (Week 33): 30-04-2016 Hitnotering (Week 34): 21-05-2016 | Hitnotering (Week 1 t/m 32): 05-09-2015 t/m 09-04-2016 Hitnotering (Week 33): 30-04-2016 Hitnotering (Week 34): 21-05-2016 | Hitnotering (Week 1 t/m 32): 05-09-2015 t/m 09-04-2016 Hitnotering (Week 33): 30-04-2016 Hitnotering (Week 34): 21-05-2016 | Hitnotering (Week 1 t/m 32): 05-09-2015 t/m 09-04-2016 Hitnotering (Week 33): 30-04-2016 Hitnotering (Week 34): 21-05-2016 | Hitnotering (Week 1 t/m 32): 05-09-2015 t/m 09-04-2016 Hitnotering (Week 33): 30-04-2016 Hitnotering (Week 34): 21-05-2016 | Hitnotering (Week 1 t/m 32): 05-09-2015 t/m 09-04-2016 Hitnotering (Week 33): 30-04-2016 Hitnotering (Week 34): 21-05-2016 | Hitnotering (Week 1 t/m 32): 05-09-2015 t/m 09-04-2016 Hitnotering (Week 33): 30-04-2016 Hitnotering (Week 34): 21-05-2016 | Hitnotering (Week 1 t/m 32): 05-09-2015 t/m 09-04-2016 Hitnotering (Week 33): 30-04-2016 Hitnotering (Week 34): 21-05-2016 |
| Week: | 1 | 2 | 3 | 4 | 5 | 6 | 7 | 8 | 9 | 10 | 11 | 12 | 13 | 14 | 15 | 16 | 17 | 18 | 19 |
| --- | --- | --- | --- | --- | --- | --- | --- | --- | --- | --- | --- | --- | --- | --- | --- | --- | --- | --- | --- |
| Positie: | 96 | 88 | 66 | 62 | 60 | 50 | 33 | 27 | 8 | 7 | 6 | 8 | 8 | 7 | 9 | 13 | 17 | 17 | 15 |
| Week: | 20 | 21 | 22 | 23 | 24 | 25 | 26 | 27 | 28 | 29 | 30 | 31 | 32 | | 33 | | 34 | | |
| Positie: | 16 | 22 | 23 | 31 | 41 | 62 | 67 | 71 | 78 | 85 | 90 | 91 | 99 | uit | 99 | uit | 94 | uit | |

### 3FM Mega Top 50
| Hitnotering: 17-10-2015 t/m 13-02-2016 | Hitnotering: 17-10-2015 t/m 13-02-2016 | Hitnotering: 17-10-2015 t/m 13-02-2016 | Hitnotering: 17-10-2015 t/m 13-02-2016 | Hitnotering: 17-10-2015 t/m 13-02-2016 | Hitnotering: 17-10-2015 t/m 13-02-2016 | Hitnotering: 17-10-2015 t/m 13-02-2016 | Hitnotering: 17-10-2015 t/m 13-02-2016 | Hitnotering: 17-10-2015 t/m 13-02-2016 | Hitnotering: 17-10-2015 t/m 13-02-2016 | Hitnotering: 17-10-2015 t/m 13-02-2016 | Hitnotering: 17-10-2015 t/m 13-02-2016 | Hitnotering: 17-10-2015 t/m 13-02-2016 | Hitnotering: 17-10-2015 t/m 13-02-2016 | Hitnotering: 17-10-2015 t/m 13-02-2016 | Hitnotering: 17-10-2015 t/m 13-02-2016 | Hitnotering: 17-10-2015 t/m 13-02-2016 | Hitnotering: 17-10-2015 t/m 13-02-2016 | Hitnotering: 17-10-2015 t/m 13-02-2016 | Hitnotering: 17-10-2015 t/m 13-02-2016 | Hitnotering: 17-10-2015 t/m 13-02-2016 |
| Week:                                  | 1                                      | 2                                      | 3                                      | 4                                      | 5                                      | 6                                      | 7                                      | 8                                      | 9                                      | 10                                     | 11                                     | 12                                     | 13                                     | 14                                     | 15                                     | 16                                     | 17                                     | 18                                     |                                        |                                        |
| -------------------------------------- | -------------------------------------- | -------------------------------------- | -------------------------------------- | -------------------------------------- | -------------------------------------- | -------------------------------------- | -------------------------------------- | -------------------------------------- | -------------------------------------- | -------------------------------------- | -------------------------------------- | -------------------------------------- | -------------------------------------- | -------------------------------------- | -------------------------------------- | -------------------------------------- | -------------------------------------- | -------------------------------------- | -------------------------------------- | -------------------------------------- |
| Positie:                               | 31                                     | 31                                     | 20                                     | 15                                     | 17                                     | 11                                     | 9                                      | 10                                     | 14                                     | 13                                     | 23                                     | 18                                     | 20                                     | 25                                     | 40                                     | 40                                     | 47                                     | 50                                     | uit                                    |                                        |

## Releasedata
| Land             | Releasedatum | Formaat        | Label                |
| ---------------- | ------------ | -------------- | -------------------- |
| Verenigde Staten | 31 juli 2015 | Muziekdownload | Cash Money, Republic |